# Оюн, Михаил Кара-оолович
Михаил Кара-оолович Оюн (тув. Михаил Кара-оол оглу Оюн; род. 17 мая 1980, город Кызыл, Тувинская АССР) — российский спортсмен по стрельбе из лука, завоевавший бронзовую медаль на Паралимпиаде-2012.
Тувинец по национальности. Занимается стрельбой из лука с 13 лет. М. К. Оюн окончил училище олимпийского резерва, работает директором спортивного центра села Бай-Хаак Тандинского района.

## Биография

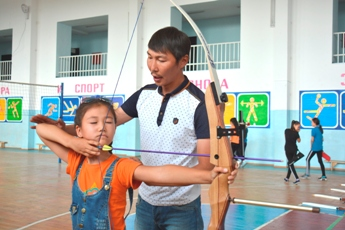
Михаил Оюн проводит секцию по стрельбе из лука в спорткомплексе Бай-Хаака

### Молодые годы
Михаил Кара-оолович Оюн родился 17 мая 1980 года в городе Кызыле, столице Тувинской АССР. Стрельбе из лука начал учиться, когда его родители переехали в село Дурген Тандинского района Тувинской АССР. В то время там была открыта секция по стрельбе из лука, в которой начали работать знаменитые в Туве в этом виде спорта супруги-тренеры Евгений Викторович и Раиса Сергеевна Тутатчиковы.

### Карьера
В 1993 году, в 13 лет из интереса пришел на занятия в секцию по стрельбе из лука На пробной пробежке тренер Раиса Тутатчикова отметила физическую подготовленность Михаила и пригласила его на занятия в группу начинающих. Сверстники, которые пришли в секцию раньше него, в это время уже стреляли из профессиональных луков. Спортивный азарт заставил Михаила догнать их по результативности. Сначала он принимал участие в республиканских соревнованиях по стрельбе из лука, а с 1995 года уже занимал призовые места в различных соревнованиях на региональном и общероссийском уровнях. Победитель первенства России среди юношей 1995 и первенства России среди юниоров 1997 годов.
К моменту окончания девятого класса Михаил Оюн решил связать свою жизнь с профессиональным спортом и поступил в Училище олимпийского резерва, после окончания которого получил диплом тренера-преподавателя. В 2007 начал работать учителем физкультуры в селе Балгазын Тандинского района. В 2008 году открыл в Балгазыне секцию по стрельбе из лука для детей. С 2008 года начал работать тренером-преподавателем ДЮСШ села Бай-Хаак Тандинского района. Параллельно продолжал принимать участие в соревнованиях различного уровня.

##### Переход в паралимпийский спорт и продолжение карьеры
В 2009 году Михаил Оюн получил инвалидность после повреждения правой ноги в результате автомобильной аварии. В течение года спортсмен учился ходить заново, разрабатывая поврежденную ногу. По словам Михаила Оюна, с инвалидностью в его жизни ничего не изменилось, он часто принимает участие в спортивных сборах и соревнованиях вместе со здоровыми спортсменами.
В 2009 году Михаил Оюн занял I место в Зимнем Чемпионате РТ по стрельбе из лука. В марте 2010 года занял II место в финале Чемпионата России по стрельбе из лука (классический лук), III место на Кубке России по стрельбе из лука, II место в упражнениях на короткой дистанции на Чемпионате России по стрельбе из лука в классе ST, I место на Кубке России по стрельбе из лука среди лиц с поражением ОДА в финале среди мужчин класса ST, I место на Кубке России по стрельбе из лука среди лиц с поражением ОДА в упражнении на короткой дистанции. В мае 2010 года Михаил Оюн занял II место в Чемпионате РТ по стрельбе из лука. В июле 2010 года команда Республики Тува, в которую входил Михаил Оюн, заняла II место в Чемпионате России по стрельбе из классического лука среди мужчин. В 2010 году одержал победу на чемпионате Европы среди лиц с поражением опорно-двигательного аппарата в личном и командном зачётах.
В июле 2011 года Михаил Оюн в составе сборной России победил на чемпионате мира по стрельбе из лука среди спортсменов с поражением опорно-двигательного аппарата в городе Турине, Италия, который был отборочным для участия в летних играх Паралимпийских в Лондоне в 2012 году. Сборная России, в которую входили Михаил Оюн, лучник из Бурятии Тимур Тучинов и Михаил Шестаков из Краснодарского края, обыграла фаворитов чемпионата из Южной Кореи в финале мужского командного турнира со счетом 217:207, тем самым обеспечив себе участие в Паралимпийских играх 2012 года в Лондоне. Михаилу Оюну было присвоено звание Мастер спорта международного класса.

#### Паралимпиада-2012

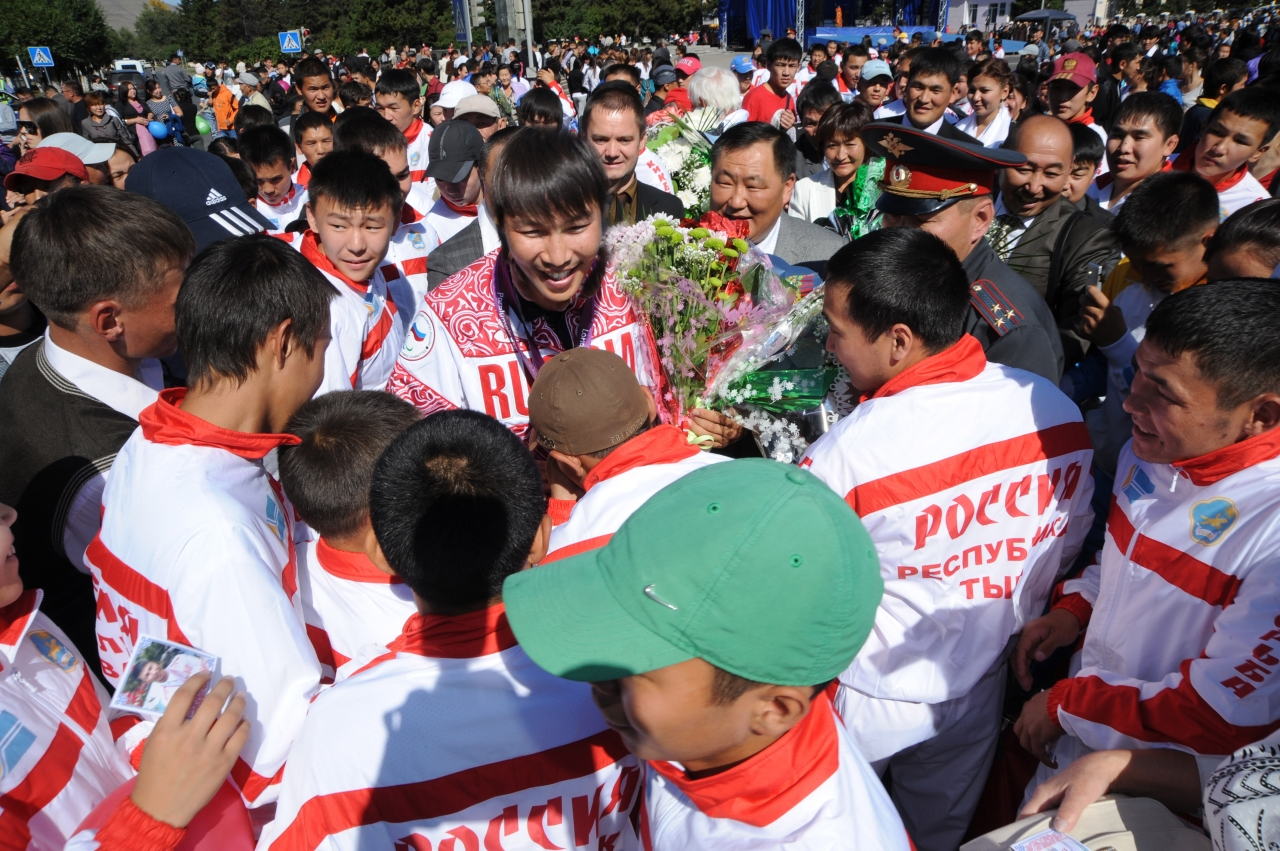
Народ встречает чемпиона Михаила на площади Арата, г. Кызыл

3 сентября 2012 года, в индивидуальных соревнованиях по стрельбе из классического лука (мужчины, стоя) российские спортсмены завоевали все призовые места Паралимпиады: золото — Тимур Тучинов, серебро — Олег Шестаков, бронза — Михаил Оюн. Тувинский спортсмен обошел американца Эрика Беннетта — 6:0. В финале командного первенства российская сборная нанесла поражение сборной Южной Кореи со счетом 206:200, получив золото Паралимпиады.

## Семья
Женат, с будущей супругой Олесей учился в школе в параллельных классах. Двое детей: дочь Дан-Хаяа и сын Шолбан.